# Marigot (St. Lucia)
Marigot (dt.: „Sumpf“) ist ein Ort im Quarter (Distrikt) Castries im Westen des Inselstaates St. Lucia in der Karibik. 

## Geographie
Der Ort ist ein Teilort von Roseau an der Westküste von St. Lucia. Er liegt nördlich des Roseau River an der Marigot Bay (Marigot Harbour) und tritt auch bis an die Bucht Trou Rolland heran. Im Norden schließt sich Barre St. Joseph an, im Osten grenzen die Orte La Croix Maingot, Fond Manger, Perou und Coolietown an.
Im Ort liegt die Marigot Secondary School (Stanley Jon Odlum Memorial Secondary School) und zahlreiche Hotels und Beachclubs.

## Klima
Nach dem Köppen-Geiger-System zeichnet sich Marigot durch ein tropisches Klima mit der Kurzbezeichnung Af aus.